# Diocesi di Vinh

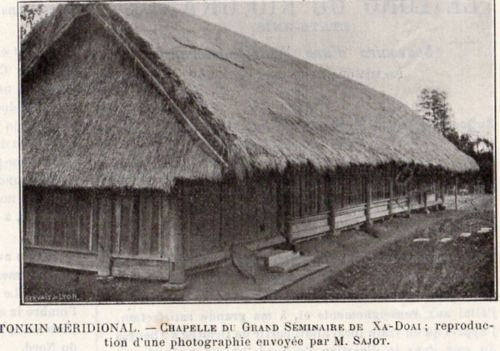
La cappella del seminario maggiore di Xã Đoài come appariva nel 1893.

La diocesi di Vinh (in latino Dioecesis Vinhensis) è una sede della Chiesa cattolica in Vietnam suffraganea dell'arcidiocesi di Hanoi. Nel 2022 contava 300.694 battezzati su 3.417.809 abitanti. È retta dal vescovo Alphonse Nguyễn Hữu Long, P.S.S.

## Territorio
La diocesi comprende la provincia di Nghe An nella parte centro-settentrionale del Vietnam.
Sede vescovile è la località di Nghi Diên, comune a 8 km dalla città di Vinh, dove si trova la cattedrale dell'Assunzione di Maria Vergine (Nhà thờ chính tòa Xã Đoài).
Il territorio si estende su 16.493 km² ed è suddiviso in 125 parrocchie.

## Storia
Il vicariato apostolico del Tonchino meridionale fu eretto il 27 marzo 1846 con il breve Ex debito di papa Gregorio XVI, ricavandone il territorio dal vicariato apostolico del Tonchino occidentale (oggi arcidiocesi di Hanoi).
Il 3 dicembre 1924 assunse il nome di vicariato apostolico di Vinh in forza del decreto Ordinarii Indosinensis della Congregazione di Propaganda Fide.
Il 24 novembre 1960 il vicariato apostolico è stato elevato a diocesi con la bolla Venerabilium Nostrorum di papa Giovanni XXIII.
Il 22 dicembre 2018 ha ceduto una porzione di territorio a vantaggio dell'erezione della diocesi di Hà Tĩnh.

## Cronotassi dei vescovi
Si omettono i periodi di sede vacante non superiori ai 2 anni o non storicamente accertati.
- Jean-Denis Gauthier, M.E.P. † (27 marzo 1846 - 8 dicembre 1877 deceduto)
- Yves-Marie Croc, M.E.P. † (8 dicembre 1877 succeduto - 11 ottobre 1885 deceduto)
- Louis-Marie Pineau, M.E.P. † (21 maggio 1886 - 2 giugno 1910 dimesso)
- François Belleville, M.E.P. † (9 febbraio 1911 - 7 luglio 1912 deceduto)
- André-Léonce-Joseph Eloy, M.E.P. † (11 dicembre 1912 - 30 luglio 1947 deceduto)
  - Sede vacante (1947-1951)
- Jean Baptiste Tran-Huu-Duc † (14 giugno 1951 - 5 gennaio 1971 deceduto)
- Pierre Marie Nguyễn Văn Năng † (5 gennaio 1971 - 6 luglio 1978 deceduto)
- Pierre Jean Trần Xuân Hạp † (10 gennaio 1979 - 11 dicembre 2000 ritirato)
- Paul Marie Cao Đình Thuyên † (11 dicembre 2000 succeduto - 13 maggio 2010 ritirato)
- Paul Nguyễn Thái Hợp, O.P. (13 maggio 2010 - 22 dicembre 2018 nominato vescovo di Hà Tĩnh)
- Alphonse Nguyễn Hữu Long, P.S.S., dal 22 dicembre 2018

## Statistiche
La diocesi nel 2022 su una popolazione di 3.417.809 persone contava 300.694 battezzati, corrispondenti all'8,8% del totale.
| anno | popolazione | popolazione | popolazione | presbiteri | presbiteri | presbiteri | presbiteri                | diaconi | religiosi | religiosi | parrocchie |
| anno | battezzati  | totale      | %           | numero     | secolari   | regolari   | battezzati per presbitero | diaconi | uomini    | donne     | parrocchie |
| ---- | ----------- | ----------- | ----------- | ---------- | ---------- | ---------- | ------------------------- | ------- | --------- | --------- | ---------- |
| 1963 | 156.195     | ?           | ?           | 117        | 117        |            | 1.335                     |         |           | 64        | 135        |
| 1979 | 264.000     | 3.300.000   | 8,0         | 95         | 95         |            | 2.778                     |         |           | 185       | 137        |
| 1999 | 429.528     | 4.929.528   | 8,7         | 99         | 99         |            | 4.338                     |         |           | 153       | 151        |
| 2000 | 421.563     | 4.822.393   | 8,7         | 108        | 108        |            | 3.903                     |         |           | 168       | 143        |
| 2001 | 417.890     | 4.984.000   | 8,4         | 111        | 111        |            | 3.764                     |         |           | 201       | 151        |
| 2003 | 446.300     | 4.984.000   | 9,0         | 124        | 124        |            | 3.599                     |         |           | 214       | 144        |
| 2004 | 453.018     | 5.766.000   | 7,9         | 126        | 126        |            | 3.595                     |         |           | 338       | 143        |
| 2010 | 492.971     | 6.155.000   | 8,0         | 161        | 158        | 3          | 3.061                     |         | 3         | 697       | 179        |
| 2014 | 523.046     | 5.218.600   | 10,0        | 219        | 198        | 21         | 2.388                     |         | 35        | 833       | 186        |
| 2017 | 546.704     | 5.343.170   | 10,2        | 273        | 250        | 23         | 2.002                     |         | 41        | 1.189     | 193        |
| 2018 | 281.934     | 3.065.300   | 9,2         | 126        | 126        |            | 2.238                     |         | 25        | 721       | 93         |
| 2020 | 291.946     | 3.327.791   | 8,8         | 210        | 174        | 36         | 1.390                     |         | 122       | 1.720     | 117        |
| 2022 | 300.694     | 3.417.809   | 8,8         | 229        | 211        | 18         | 1.313                     |         | 116       | 1.606     | 125        |